# Elyptron
Elyptron is een geslacht van vlinders van de familie Uilen (Noctuidae).

## Soorten
- E. annularis Viette, 1963
- E. berioi Viette, 1958
- E. catalai Viette, 1963
- E. cinctum Saalmüller, 1891
- E. dallolmoi Berio, 1973
- E. emplecta Fletcher D. S., 1963
- E. ethiopica (Hampson, 1909)
- E. leucosticta (Hampson, 1909)
- E. schroderi Viette, 1963
- E. schroederi Viette, 1963
- E. timorosa (Berio, 1956)